# قرار ملاقات با شادی
قرار ملاقات با شادی (عربی مصری: موعد مع السعادة) فیلمی در ژانر درام و رمانتیک به کارگردانی عزالدین ذوالفقار است که در سال ۱۹۵۴ منتشر شد. از بازیگران آن می‌توان به فاتن حمامه اشاره کرد.